# Awacza
Awacza (ros. Авача) – rzeka w Rosji, na półwyspie Kamczatka. Wypływa z Jeziora Awaczyńskiego, kierując się najpierw lekko na zachód, ale potem już zasadniczo na południe i południowy wschód. Liczy 122 km długości, a jej zlewisko ma powierzchnię 5090 km². Wpada – rozwidlając się w deltę – do Zatoki Awaczyńskiej na południowym wschodzie półwyspu, przepływa m.in. przez Jelizowo, miejscowość, w której znajduje się port lotniczy Pietropawłowsk Kamczacki.
Średni przepływ około 136 m³/sek.; zamarznięta od grudnia do marca.
| Lista dopływów   | Lista dopływów        | Lista dopływów      | Lista dopływów |
| ---------------- | --------------------- | ------------------- | -------------- |
| km przed ujściem | nazwa rosyjska        | pol.                | dopływ         |
| 3                | река Красная          | Krasnaja            | lewy           |
| 28               | река Хуторская        | Chutorskaja         | prawy          |
| 29               | река Половинка        | Połowinka           | prawy          |
| 32               | река Пиначевская      | Pinaczewskaja       | lewy           |
| 45               | река Крутая Падь      | Wąwóz Krutaja       |                |
| 46               | река Корякская        | Koriakskaja         | prawy          |
| 60               | руч. Перевозчик       | Potok Perewoznik    | prawy          |
| 71               | река Левая Авача      | Lewa Awacza         | lewy           |
| ??               | руч. Алексеевский     | Potok Aleksiejewski | prawy          |
| 74               | река Правая Авача     | Prawa Awacza        | prawy          |
| 78               | река Схасык           | Schasyk             | lewy           |
| ??               | река Решето           | Reszeto             | prawy          |
| 92               | река Туамок           | Tuamok              | prawy          |
| 96               | река Падь Сырыцин     | Wąwóz Syrcyn        |                |
| 105              | река Падь Тимоновская | Wąwóz Timonowskaja  |                |
| 112              | река Падь Костакан    | Wąwóz Kostakan      |                |